# Jambangan (Dampit)
Jambangan is een bestuurslaag in het regentschap Malang van de provincie Oost-Java, Indonesië. Jambangan telt 10.277 inwoners (volkstelling 2010).